# 野上元
野上 元（のがみ げん、1915年（大正4年）1月1日 - 1972年（昭和47年）11月19日）は、昭和期の労働運動家、政治家。参議院議員（3期）。

## 経歴
大分県出身。大連逓信講習所を卒業し、関東逓信局、満洲国郵政総局で勤務した。
戦後に帰国し、千葉郵便局（現若葉郵便局）に勤務。労働運動に加わり、全逓（のち日本郵政公社労働組合）千葉県委員長を経て、1955年（昭和30年）全逓中央本部委員長に就任した。
1959年（昭和34年）6月の第5回参議院議員通常選挙で全国区に日本社会党公認で出馬して初当選。以後、第7回通常選挙（全国区）、1971年（昭和46年）6月の第9回通常選挙（全国区）でも再選され、参議院議員に連続3期在任した。この間、参議院逓信委員長などを務めた。1971年の参院選後に一時入院、1972年春に横紋筋肉腫再発により再入院、同年11月19日、議員在任中に57歳で死去した。死没日をもって勲二等瑞宝章追贈、従四位に叙される。